# Партия народного согласия
Па́ртия наро́дного согла́сия (латыш. Tautas Saskaņas partija) — левоцентристская интернационалистическая парламентская партия в Латвии (с 1994 по 2010). Входила в объединение «Центр согласия», последний председатель — Янис Урбанович.

## История
Корни Партии народного согласия (ПНС) уходят в Верховный Совет Латвии, ПНС была создана бывшими членами фракции Народного Фронта. Актив ПНС - те бывшие сторонники Народного Фронта, которые отказались следовать курсу большинства своих коллег на создание этноцентристского государства. ПНС претендует на то, что именно она сохранила изначальные ценности Народного Фронта - уважение к правам человека, равноправный подход ко всем жителям страны вне зависимости от их национальности.
Список под названием «Согласие — Латвии, возрождение — народному хозяйству» участвовал в выборах 5-го Сейма в 1993 году и получил 13 мандатов. 4 марта 1994 года является официальной датой создания Партии Народного Согласия. Председателем ПНС с момента её основания являлся Янис Юрканс, бывший министр иностранных дел в первом правительстве независимой Латвии.
На выборах 6-го Сейма ПНС сохранила свои 6 депутатских мандатов. Вскоре часть членов партии, возглавляемая заместителем председателя Сейма Андрисом Америксом, начала кампанию агитации за объединение ПНС с партией "Саймниекс" (объединением прагматичных предпринимателей, имевшим наибольшее число депутатских мандатов в 6-м Сейме). На съезде партии эта инициатива не получила поддержки. Вскоре после того фракция ПНС распалась (минимальное число депутатов во фракции — 5). Она была восстановлена в конце 1997 года после того, как в партию вступил бывший депутат от списка Соцпартии Модрис Луянс. Председателем фракции ПНС в Сейме до 2004 являлся Янис Юрканс, заместителем которого был позднее сменивший его Янис Урбанович.
На местных выборах 1997 года ПНС получила 2 депутатских мандата в Рижской думе (в думу были избраны политолог Борис Цилевич и Яков Плинер, доктор педагогики).
На выборах Седьмого Сейма в 1998 партия получила 6 мест из 16, доставшихся блоку ЗаПЧЕЛ, позднее к ней присоединился также депутат Соловьёв, избранный от Русской партии. На выборах Рижской думы в 2001 партия получила 5 мест из 13, доставшихся блоку ЗаПЧЕЛ, позднее к ней присоединился также депутат Курдюмов, избранный от «Равноправия».
После выборов в восьмой Сейм, в 2002 году, где ПНС стартовал в списке ЗаПЧЕЛ и получил 13 мандатов из 25 полученных ЗаПЧЕЛ. Лидер ПНС Янис Юрканс решил выйти из ЗаПЧЕЛ и организовать собственную фракцию. К нему переметнулись 5 депутатов «Равноправия», но позже два депутата от ПНС Яков Плинер и Андрей Алексеев вернулись в ЗаПЧЕЛ, а потом пять депутатов от ПНС перешли в Первую партию.
Известный и харизматичный политик, вице-мэр Риги Сергей Долгополов не был согласен с выходом ПНС из ЗаПЧЕЛ. На этой почве у Сергея Долгополова возникли разногласия с лидером партии Янисом Юркансом и Сергея Долгополова исключили из Партии Народного Согласия. Вместе с ним из этой партии ушли также несколько депутатов Рижской думы, которые образовали свою фракцию с названием «Другая политика». Позже к ним присоединились известные люди из других партий. В середине 2004 произошёл съезд общественной организации «Другая политика», на котором были приняты устав и программа новой партии, которая стала называться «Новая политика». Но в регистре общественных организаций отказались зарегистрировать эту партию, сославшись на то, что организация с таким названием уже есть. Был создан внеочередной съезд партии, на котором утвердили её новое название – «Новый центр». Перед муниципальными выборами 2005 года Партия народного согласия и «Новый центр» пытались создать единый список на выборах в Рижскую думу, но амбиции лидеров, а также нежелание некоторых членов обеих партий уступить своё место в списке, привели к тому, что общий список не был создан. И НЦ, и ПНС на выборах в Рижскую думу шли отдельными списками.
На выборах в Рижскую думу 12 марта 2005 года «Новый центр» получил 5 мандатов, а ПНС в думу не прошла. Появилось стремление к объединению этих двух близких по идеологии партий. Делегаты обеих партий на съездах в июле 2005 высказались за объединение. Против этого был лидер ПНС Янис Юрканс, утверждая, что объединение означает подчинение партии банку «Parex», но большинством голосов объединение всё же было утверждено, и Янис Юрканс покинул пост лидера партии и вышел из неё.
Объединённый блок был назван «Центр согласия». Позже к нему присоединились Даугавпилсская городская партия Алексея Видавского и Социалистическая партия Латвии Альфреда Рубикса.
На выборах в 9-й Сейм Латвии «Центр Согласия» добился крупного успеха — объединение получило 17 мандатов из 100. В свою очередь его главный конкурент — объединение ЗаПЧЕЛ, считавшееся одним из лидеров предвыборной гонки — получило всего 6 мест. Партия народного согласия из 17 мандатов получило абсолютное большинство — 11.
В 2010 г. ПНС слилась с «Новым центром» и Социал-демократической партией (которая к тому времени также вошла в ЦС), образовав СДП «Согласие» (во главе с Я. Урбановичем).